# Pôle d'équilibre territorial et rural du Haut-Rouergue
Ne doit pas être confondu avec Pays du Haut-Rouergue en Aveyron.
Le pôle d’équilibre territorial et rural du Haut-Rouergue (PETR) est un établissement public situé dans le département de l’Aveyron, en région Occitanie.

## Historique
Le PETR du Haut Rouergue est un syndicat mixte fermé créé en janvier 2015 par arrêté du Préfet de l’Aveyron. Structure opérationnelle de développement, il fédère deux communautés de communes : Comtal, Lot et Truyère et Des Causses à l’Aubrac. Elles sont issues de la fusion en 2017 de respectives 3 et 4 intercommunalités. Cette organisation administrative est composée de 38 communes dont quatre communes nouvelles pour une population de près de 35 000 habitants.
Le territoire du PETR du Haut Rouergue s’étend au nord-est du département de l’Aveyron et au nord de la région Occitanie sur une surface d’environ 1 386 km². Il couvre la partie nord de la zone d’emploi de Rodez autour du bassin de vie d’Espalion, bourg centre de convergence et de services pour le nord du département de l’Aveyron. L’ensemble du territoire se situe au sein du Massif Central et à équidistance de trois grandes villes : Toulouse, Montpellier et Clermont-Ferrand. Il est organisé autour de trois vallées : le Lot d’est en ouest, la Truyère au nord-ouest et l’Aveyron au sud du PETR.

## Structure

### Communautés de communes
Avant 2017, le PETR du Haut Rouergue se composait de 6 communautés de communes : 3 ont fusionné pour créer le Comtal Lot et Truyère, les 3 autres ont fusionné pour créer les Causses à l'Aubrac.
Le pôle d’équilibre territorial et rural du Haut-Rouergue regroupe donc 2 établissements publics de coopération intercommunale à fiscalité propre  :
| Nom                   | Nature juridique       | Nombre de communes | Superficie (km2) | Population (2016) | Densité (hab./km2) |
| --------------------- | ---------------------- | ------------------ | ---------------- | ----------------- | ------------------ |
| Comtal Lot et Truyère | Communauté de communes | 21                 | 644,40           | 19 165            | 30                 |
| Causses à l'Aubrac    | Communauté de communes | 17                 | 741,50           | 14 536            | 20                 |

### Composition
Le PETR du Haut Rouergue se compose de 38 communes en 2020. Parmi elles, 4 sont, depuis le 1er janvier 2016, des communes nouvelles (toutes situées dans la CC des Causses à l'Aubrac) : Sévérac d'Aveyron, Saint Geniez d'Olt et d'Aubrac, Palmas d'Aveyron et Laissac-Sévérac l'Église.
Espalion est la commune la plus peuplée, La Capelle-Bonance la moins peuplée.
Sévérac d'Aveyron est la commune la plus vaste, Saint-Martin-de-Lenne la plus petite.
| Nom                            | Communauté de Communes | Code Insee | Superficie (km2) | Population (2016) | Densité (hab./km2) |
| ------------------------------ | ---------------------- | ---------- | ---------------- | ----------------- | ------------------ |
| Bertholène                     | Causses à l'Aubrac     | 12 026     | 47               | 1 038             | 22                 |
| Bessuéjouls                    | Comtal Lot et Truyère  | 12 027     | 11               | 217               | 19                 |
| Bozouls                        | Comtal Lot et Truyère  | 12 033     | 70               | 2 828             | 41                 |
| Campagnac                      | Causses à l'Aubrac     | 12 047     | 42               | 453               | 11                 |
| Campuac                        | Comtal Lot et Truyère  | 12 049     | 19               | 448               | 23                 |
| Castelnau-de-Mandailles        | Causses à l'Aubrac     | 12 061     | 36               | 579               | 16                 |
| Coubisou                       | Comtal Lot et Truyère  | 12 079     | 31               | 490               | 16                 |
| Entraygues-sur-Truyère         | Comtal Lot et Truyère  | 12 094     | 30               | 1 017             | 34                 |
| Espalion                       | Comtal Lot et Truyère  | 12 096     | 37               | 4 521             | 124                |
| Espeyrac                       | Comtal Lot et Truyère  | 12 097     | 22               | 241               | 11                 |
| Estaing                        | Comtal Lot et Truyère  | 12 098     | 17               | 475               | 28                 |
| Gabriac                        | Comtal Lot et Truyère  | 12 106     | 26               | 203               | 20                 |
| Gaillac-d'Aveyron              | Causses à l'Aubrac     | 12 107     | 29               | 302               | 10                 |
| Golinhac                       | Comtal Lot et Truyère  | 12 110     | 32               | 343               | 11                 |
| La Capelle-Bonance             | Causses à l'Aubrac     | 12 055     | 14               | 88                | 6                  |
| La Loubière                    | Comtal Lot et Truyère  | 12 131     | 29               | 1 476             | 51                 |
| Laissac-Sévérac l'Église       | Causses à l'Aubrac     | 12 120     | 34               | 2 102             | 62                 |
| Lassouts                       | Comtal Lot et Truyère  | 12 124     | 31               | 291               | 9                  |
| Le Cayrol                      | Comtal Lot et Truyère  | 12 064     | 22               | 258               | 12                 |
| Le Fel                         | Comtal Lot et Truyère  | 12 093     | 25               | 176               | 7                  |
| Le Nayrac                      | Comtal Lot et Truyère  | 12 172     | 37               | 517               | 14                 |
| Montrozier                     | Comtal Lot et Truyère  | 12 157     | 47               | 1 599             | 34                 |
| Palmas d'Aveyron               | Causses à l'Aubrac     | 12 177     | 44               | 1 027             | 24                 |
| Pierrefiche                    | Causses à l'Aubrac     | 12 182     | 17               | 271               | 16                 |
| Pomayrols                      | Causses à l'Aubrac     | 12 184     | 23               | 122               | 5                  |
| Prades-d'Aubrac                | Causses à l'Aubrac     | 12 187     | 47               | 398               | 9                  |
| Rodelle                        | Comtal Lot et Truyère  | 12 201     | 53               | 1 075             | 20                 |
| Saint Geniez d'Olt et d'Aubrac | Causses à l'Aubrac     | 12 224     | 90               | 2 198             | 24                 |
| Saint-Côme-d'Olt               | Comtal Lot et Truyère  | 12 216     | 30               | 1 342             | 45                 |
| Sainte-Eulalie-d'Olt           | Causses à l'Aubrac     | 12 219     | 17               | 376               | 22                 |
| Saint-Hippolyte                | Comtal Lot et Truyère  | 12 226     | 37               | 443               | 12                 |
| Saint-Laurent-d'Olt            | Causses à l'Aubrac     | 12 237     | 29               | 641               | 22                 |
| Saint-Martin-de-Lenne          | Causses à l'Aubrac     | 12 239     | 9                | 295               | 31                 |
| Saint-Saturnin-de-Lenne        | Causses à l'Aubrac     | 12 247     | 34               | 302               | 9                  |
| Sébrazac                       | Comtal Lot et Truyère  | 12 265     | 25               | 506               | 20                 |
| Sévérac d'Aveyron              | Causses à l'Aubrac     | 12 270     | 209              | 4 100             | 20                 |
| Villecomtal                    | Comtal Lot et Truyère  | 12 298     | 14               | 399               | 28                 |
| Vimenet                        | Causses à l'Aubrac     | 12 303     | 21               | 244               | 12                 |

## Géographie
Le PETR du Haut Rouergue s'inscrit dans le Massif central. Le territoire est donc d'une manière générale très vallonné. 

### Rivières
Il est traversé par plusieurs cours d'eau, dont deux majeurs : 
- La rivière du Lot (d'axe est-ouest), traversant notamment la ville d'Espalion.
- La rivière de la Truyère (d'axe nord-sud), s'écoulant dans Entraygues-sur-Truyère avant de se jeter dans le Lot.
On retrouve de plus petites rivières telles que le Dourdou, l'Aveyron ou la Serre.

### Lacs
Plusieurs lacs sont aussi présents sur le territoire du Haut Rouergue :
- Le lac de Castelnau-Lassouts, à côté de St-Côme d'Olt.
- Le lac de Golinhac, à côté d'Estaing.

## Démographie
Le PETR du Haut Rouergue est un territoire vieillissant.
Si sa population reste stable depuis le début des années 2000, c'est uniquement grâce à un solde migratoire positif sur la quasi-totalité de ses 38 communes.

## Économie

### Agriculture
L'élevage ovin est prédominant.
L'élevage bovin est non négligeable.
La viticulture est aussi présente sur le territoire dans une bien moindre mesure.

## Représentation
| Période         | Période  | Identité              | Étiquette | Qualité |
| --------------- | -------- | --------------------- | --------- | --- |
| 21 janvier 2015 | En cours | Jean-François Albespy | DVD       | Président du PETR du Haut Rouergue Maire de Le Fel (depuis 2001) Président du Syndicat intercommunal d'énergies du département de l'Aveyron (SIEDA) |